# Олів'є Мессіан
Олів'є́ Мессіа́н (фр. Olivier Messiaen; 10 грудня 1908, Авіньйон, Франція — 27 квітня 1992, Париж) — французький композитор, органіст, музичний теоретик, педагог.

## Життя і творчість
Народився у французькому місті Авіньйон. Навчався музики з 11 років. У 1930 році закінчив Паризьку консерваторію (вчився у П. Дюка, М. Дюпре). В 1936 році разом з композиторами Андре Жоліве, Д. Лесюром, І. Бодріє створив творче об'єднання «Молода Франція». Під час Другої світової війни в 1940–41 перебував у німецькому таборі для військовополонених (тут він створив і було виконано «Квартет на кінець часу»). З 1942 році професор Паризької консерваторії, серед його учнів — П'єр Булез, Карлгайнц Штокгаузен, Яніс Ксенакіс, Івонна Лоріо (дружина композитора) та інші.
Творчість Мессіана є самобутньою областю музики, яку важко віднести до жодного з напрямків. У своїх теоретичних працях («Техніка моєї музичної мови», 1944; «Трактат про ритм», 1948) Мессіан сформулював власні нові й складні композиційні принципи. У творах Мессіана знайшли відбиття теологічні ідеї і пошуки (фортепіанний цикл «Двадцять поглядів на немовля Ісуса», оркестрово-хоровий твір «Три маленькі літургії божественної присутності», обидва — 1944), вивчення традицій неєвропейських культур — індійської, японської, латиноамериканської (симфонія «Турангаліла», 1948, й ін.), захоплення орнітологією («Каталог птахів» для фортепіано, ударних і духових, зошити 1 — 7, 1956–58, та ін.).
Концертував як органіст і піаніст (виконавець власних творів); блискучий імпровізатор.

## Композиційна система
Музика Олів'є Мессіана і його теорія композиції є цілісним явищем. Він зумів створити власний музично-образний світ, і в той же час описати закони його функціонування. У «Техніці моєї музичної мови» Мессіан розкриває основні «три кити» його музики.

### Творення ритму

Фрагмент із «Квартету на кінець часу» (VI частина) — тут можна бачити додаткові вартості: на початку — додавання 5-ї шістнадцятої до 4 попередніх, та остання вісімка отримує додаткову крапку. Крім того Мессіан використовує тут принцип акцентування за допомогою коротких вартостей у групах шістнадцятка — вісімка.

Перший так фортепіанної Prélude — ранній приклад Мессіанового незворотного паліндромного ритму. Такий ритм можна виконати обидва напрямки, але звучати він буде однаково.

Мессіан тяжіє до аметричної музики (формулювання композитора), яку вважає природним ритмом. Функцію сильної долі такту в Мессіана на себе перебирають «відчуття якої-небудь короткої тривалості (наприклад, шістнадцятої), і її вільного множення». Для створення відчуття пульсу, Мессіан використовує часто саме такі короткі, в порівнянні із контекстом, тривалості, що виконують функцію або акценту, або «анонсування» акценту на наступній ноті. Для західного слухача це створюватиме відчуття певної синкопованості, хоча для давньоіндійської музики, на яку (разом із давньогрецькою) Мессіан опирався, це було б цілком природним.
Із цією концепцією тісно переплетена ідея додаткової вартості. Додаткова вартість означає «коротку тривалість, додану до якого-небудь ритму за допомогою ноти, паузи чи крапки». Це — ще один із засобів, за допомогою яких Мессіан досягає вільної метрики. Простий ритм восьма — восьма — восьма набуває форми вісімка — вісімка-з-крапкою — вісімка. Цей принцип стає органічною складовою Мессіанової ритміки.
Приклад із вісімкою — вісімкою-з-крапкою — вісімкою демонструє нам і третій принцип ритму у Мессіана — незворотні ритми. Якщо спробувати обернути в часі цей ритмічний сегмент, отримаємо ідентичний йому ритм. Таким чином, отримуємо принцип паліндрому — незалежно від того, з якого кінця програти ритм, отримаємо один і той сам результат; тому «обернення» ритмічного малюнку втрачає сенс, і він стає незворотним. За Мессіаном, «всі ритмічні фігури, що діляться на дві частини, одна з яких є оберненням [віддзеркаленням] іншої, і, при тому, мають спільну центральну тривалість, є незворотними».
Ці засоби Мессіан використовує й у поліфонічному накладанні одне на одного, наприклад, коли в одному голосі панує певний ритмічний малюнок, а інший, з певним запізненням, повторює цей малюнок, але із розширенням, наприклад, у півтора рази, шляхом додавання крапки до кожної з тривалостей. Різних комбінацій подібного характеру може бути безліч.

### Ладова система
Мессіан вводить і широко застосовує у своїй музиці лади обмеженої транспозиції. Такий лад є послідовністю з кількох інтервальних груп, що є ідентичними одна одній, і кожна з яких починається на тому ж звуці, що закінчується попередня. Такі лади можуть бути транспоновані обмежену кількість разів, яка дорівнює півтоновій відстані між повторюваними групами цього ладу. Наприклад, лад із ланкою півтон — тон може мати лише три варіанти використання (1 основний і два транспоновані), а цілотонова гама — лише два.
Варто зазначити, що Месіан у дещо незвичний спосіб вживає тут термін транспозиція — у нього кожна з можливих позицій вживання ладу (разом з основною) називається транспозицією. Загалом, у Мессіана маємо 7 ладів обмеженої транспозиції з такими групами-ланками:
1. цілотонова гама (тон — тон — тон — тон — …) — 2 позиції вживання (за Месіаном — транспозиції)
2. півтон — тон — 3 позиції
3. тон — півтон — півтон — 4 позиції
4. півтон — півтон — півтора тони — півтон — 6 позицій
5. півтон — два тони — півтон — 6 позицій
6. тон — тон — півтон — півтон — 6 позицій
7. півтон — півтон — півтон — тон — півтон — 6 позицій

На базі цієї ладової системи постає гармонічна система Месіана.

## Творчий доробок

### Опубліковано за життя композитора
- Le banquet céleste, для органу (1928, a recomposition of a section from his unpublished оркестру piece Le banquet eucharistique[7])
- Préludes, фортепіано (1928-29)
- Dyptique, для органу (1930)
- La mort du nombre («Number's death»), soprano, tenor, скрипки та фортепіано (1930)
- Les offrandes oubliées («The для gotten offerings»), оркестру (1930)
- Trois mélodies, вокальний цикл (1930)
- Apparition de l'église éternelle («Apparition of the eternal church»), для органу (1932)
- Fantaisie burlesque, фортепіано (1932)
- Hymne au Saint Sacrament («Hymn to the Holy Sacrament»), для оркестру (1932, загублено 1943, реконструйовано по памяті1946[8])
- Thème et variations, скрипки та фортепіано (1932)
- L'Ascension («Вознесіння»), оркестру (1932-33; для органу)
- La Nativité du Seigneur («The Lord's nativity»), для органу (1935)
- Pièce pour le tombeau de Paul Dukas, фортепіано, (1935)
- Vocalise, voice та фортепіано (1935)
- Poèmes pour Mi, вокальний цикл (1936, версія для оркестру 1937)
- O sacrum convivium!, хоральний мотет (1937)
- Chants de terre et de ciel («Пісня землі і неба»), вокальний цикл (1938)
- Les corps glorieux («Glorious bodies»), для органу (1939)
- Quatuor pour la fin du temps («Квартет на кінець часу»), для скрипки, віолончелі, кларнету, фортепіано (1940-41)
- Рондо для фортепіано (1943)
- Visions de l'Amen («видіння Аміня»), для двох фортепіано (1943)
- Trois Petites liturgies de la Présence Divine («Три маленькі літургії Божественної присутності»), для жіночих голосів, фортепіано соло, Хвилі Мартено соло, оркестру (1943-44)
- Vingt regards sur l'enfant-Jésus («20 поглядів на немовля Ісуса»), фортепіано (1944)
- Harawi: Chants d'amour et de mort, («Яраві: Пісні любові і смерті») вокальний цикл (1944)
- Турангаліла-симфонія, для фортепіано соло, хвилі Мартено соло, оркестру (1946-48)
- Cinq réchants, для 12 вокалістів (1948)
- Cantéyodjayâ, для фортепіано (1949)
- Messe de la Pentecôte («Меса Дня Трійці»), для органу (1949-50)
- Quatre études de rythme («Чотири ритмічні етюди»), фортепіано (1949-50)
  1. Île de feu 1
  2. Mode de valeurs et d'intensités
  3. Neumes rhythmique
  4. Île de feu 2
- Le merle noir («Чорний дрозд»), для флейти та фортепіано (1952[9])
- Livre d'orgue, для органу (1951-2)
- Réveil des oiseaux («Dawn chorus»), для соло фортепіано та оркестру (1953)
- Oiseaux exotiques («Екзотичні птахи»), для соло фортепіано та оркестру (1955-56)
- Catalogue d'oiseaux («Каталог птахів»), для фортепіано (1956-58)
- Chronochromie («Час-колір»), оркестру (1959-60)
- Verset pour la fête de la dédicace, для органу (1960)
- Sept haïkaï («7 хоку»), соло фортепіано та оркестру (1962)
- Couleurs de la cité céleste («Барви небесного міста»), соло фортепіано та ансамблю (1963)
- Et expecto resurrectionem mortuorum («Та we await the resurrection of the dead»), дерев'яних духових, мідних духових та ударні (1964)
- La Transfiguration de Notre-Seigneur Jésus-Christ («Спас Господа Ісуса»), large 10-part chorus, фортепіано соло, віолончелі соло, флейти соло, кларнету соло, xylorimba соло, vibraphone соло, large оркестру (1965-69)
- Méditations sur le mystère de la Sainte Trinité («Meditations on the mystery of the Holy Trinity»), для органу (1969)
- La fauvette des jardins («Garden warbler»), фортепіано (1970)
- Des Canyons aux étoiles… («From the canyons to the stars…»), соло фортепіано, соло валторни, соло дзвіночків, соло ксилорімби, камерного оркестру і 13 струнних інструментів (1971-74)
- Saint-François d'Assise, опера (1975–1983)
- Livre du Saint Sacrament («Book of the Holy Sacrament»), для органу (1984)
- Petites esquisses d'oiseaux («Small sketches of птахи»), фортепіано (1985)
- Un vitrail et des oiseaux, фортепіано соло, мідних духових, дерев'яних духових та ударні (1986)
- La ville d'En-haut, для фортепіано соло, мідних духових, дерев'яних духових та ударні (1987)
- Un sourire, для оркестру (1989)
- Concert à quatre («Четверний концерт»), для фортепіано, флейти, гобою, віолончелі та оркестру (1990-91, завершено Loriod та Benjamin)
- Pièce pour piano et quatuor à cordes («П'єса для фортепіано та струнного квартету») (1991)
- Eclairs sur l'au-delà («Flashes on the beyond»), оркестру (1988-92)

### Опубліковані посмертно
- La dame de Shallott, для фортепіано (1917)
- La banquet eucharistique, для оркестру (1928)
- Variations écossaises, для органу (1928)
- Меса, для 8 сопрано та 4 скрипок(1933)
- Fêtes des belles eaux, для 6 хвиль Мартено (1937)
- Musique de scène pour un Œdipe, електорніка (1942)
- Chant des déportés, для хору та оркестру (1946)
- Timbres-durées, musique concrète (1952),

## Теоретичні праці
- Technique de mon language musical («Техніка моєї музичної мови»), Leduc, Paris, 1944.
- Vingt leçons d'harmonie («20 уроків гармонії»), Leduc, Paris, 1944.
- Traité de rythme, de couleur, et d'ornithologie (1949–1992) («Трактат про ритм, колір та орнітологію»), completed Loriod, Leduc, Paris, 1994–2002; 7 частин розміщено у 8 томах.